# HIP 79431 b
HIP 79431 b는 2010년 켁 천문대가 발견한 외계 행성이다. 이 행성은 적색 왜성 HIP 79431을 돌고 있다. HIP 79431은 지구로부터 전갈자리 방향으로 약 47광년 떨어진 곳에 있다. 이 행성의 1 공전주기는 약 111.7일이며 궤도이심률은 0.29이다. HIP 79431 b는 적색 왜성을 도는 외계 행성을 도플러 효과를 이용해서 발견한 사례 중에서 여섯 번째로 질량이 크다. b 외에 b보다 무거운 형제 행성이 HIP 79431 항성계에 존재할 가능성이 제기되었다.

## 같이 보기
- 글리제 179 b